# Laguna de Buada
La laguna de Buada es una pequeña  laguna de 12 hectáreas (0,12 km²) sin conexión con el mar, de agua dulce levemente salobre, en la isla Nauru.
Está situado unos 5 metros sobre nivel del mar. El lago se ubica en el suroeste de la isla, en el distrito de Buada. La tierra fértil alrededor de la laguna se cultiva.